# Longman
Longman — видавництво, засноване в Лондоні у 1724 році. Належить компанії Pearson PLC. З 1968 року видавництво є імпринтом видавництва Pearson Education під назвою «Pearson Longman». Видає підручники з англійської мови, історії, економіки, філософії, політології та релігії.

## Історія
Компанія Longman була заснована Томасом Лонгманом, сином Єзекіеля Лонгмана з Бристоля. У 1716 році Томас був учнем у Джона Осборна, лондонського книготорговця, і коли термін його навчання закінчився, він одружився з дочкою Осборна. У серпні 1724 року він придбав склад і магазин господарських товарів Вільяма Тейлора. Два лондонські магазини Тейлора були відомі як «Чорний лебідь» і «Корабель» відповідно, і стали першим домом для видавця.
Видавництво належало родині Лонгман до середини XX століття, коли його викупила Pearson PLC. Найуспішнішими книгами, що побачили світ у видавництві були Словник англійської мови Семюела Джонсона (1755), «Англійська граматика» Ліндлі Мюррея (1799), «Історичні та різноманітні питання для молоді» Річмал Мангналл (84 видання з 1800 до 1857 років), поема «Жанна д'Арк» (Роберт Сауті, 1800), «Ліричні балади» (Вільям Вордсворт, 1800), «Циклодія Ріса» (Абрахам Ріс, 39 томів з 1802 по 1819 роки), Комерційний словник МакКалоха (1832), «Склади Стародавнього Риму» (Томас Бабінгтон Маколей, 1842).
У грудні 1940 року офіси компанії були знищені бомбардуванням разом із більшістю акцій компанії. Однак компанія пережила цю кризу і стала публічною компанією в 1948 році. У 1968 році компанія Longman була придбана глобальним видавцем Pearson, власником Penguin і The Financial Times.